# Rzęsistki
Rzęsistek (Trichomonas) – rodzaj protistów zwierzęcych występujących w środowisku jako pasożyty lub nieszkodliwi współbiesiadnicy.
Przedstawiciele
- Trichomonas foetus rzęsistek bydlęcy – powoduje u bydła trychomonadozę czyli rzęsistkowicę.
- Trichomonas gallinae – powoduje trychomonadozę górnych odcinków przewodu pokarmowego gołębi i kurowatych
- Trichomonas gallinarum – powoduje trychomonadozę jelit ślepych kurowatych.
- Trichomonas hominis rzęsistek jelitowy – powoduje rzęsistkowicę przewodu pokarmowego.
- Trichomonas suis rzęsistek świński – powoduje u świń trychomonadozę czyli rzęsistkowicę.
- Trichomonas tenax rzęsistek policzkowy – powoduje rzęsistkowicę jamy ustnej.
- Trichomonas vaginalis rzęsistek pochwowy – pasożyt człowieka przenoszony drogą płciową i powodujący, zwłaszcza u kobiet, stany zapalne dróg rodnych (rzęsistkowicę).